# Veronica leiocarpa
Veronica leiocarpa är en grobladsväxtart som beskrevs av Pierre Edmond Boissier. Veronica leiocarpa ingår i släktet veronikor, och familjen grobladsväxter. Utöver nominatformen finns också underarten V. l. stenobotrys.